# 安娜·比鲁莱斯
安娜·玛丽亚·比鲁莱斯·贝尔特兰（1954年6月28日—）是加泰罗尼亚出身的商界人士。2000年至2002年担任西班牙科技大臣。

## 经历
1954年6月28日出生于赫罗纳。1970年代末加入加泰罗尼亚人民党。毕业于巴塞罗那大学经济学专业。曾在加州大学伯克利分校进修。后进入加泰罗尼亚政府工作，在薩瓦德爾銀行、Retevisión等公司担任高管。
2000年4月出任第二次阿斯纳尔内阁科技大臣。2001年4月与到访马德里的李铁映院长签订了《中国社会科学院和马德里自治大学合作交流协议》。2002年7月在内阁改组中被何塞普·皮克替换。

## 荣誉
- 卡洛斯三世大十字勋章（2002年）[7]